# 列利亞基 (瓦爾瓦區)
50°33′10″N 32°43′24″E / 50.55278°N 32.72333°E
列利亞基（烏克蘭語：Леляки）是位於烏克蘭北部切爾尼希夫州裏普里盧基區的村莊，面積1.55平方公里，海拔高度109米，2006年人口437，人口密度每平方公里286.1人。